# Podlodówek
Podlodówek – wieś w Polsce położona w województwie lubelskim, w powiecie lubartowskim, w gminie Michów.
W latach 1975–1998 miejscowość administracyjnie należała do ówczesnego województwa lubelskiego.
Wieś stanowi sołectwo gminy Michów. Według Narodowego Spisu Powszechnego z roku 2011 wieś liczyła 172 mieszkańców.
| SIMC    | Nazwa      | Rodzaj    |
| ------- | ---------- | --------- |
| 1020530 | Bagno      | część wsi |
| 1020594 | Klin       | część wsi |
| 1020619 | Nowiny     | część wsi |
| 1020690 | Stara Wieś | część wsi |